# Sun City (singolo)
Sun City è un singolo di beneficenza del 1985, estratto dall'omonimo album, considerato dal critico musicale Stephen Thomas Erlewine di AllMusic come il più politico dei 33 giri con scopi caritatevoli. I ricavati del 45 giri andarono alla lotta contro l'Apartheid; il 45 giri ebbe un discreto successo, arrivando alla 21ª posizione delle classifiche della Gran Bretagna ed alla 38ª delle classifiche degli Stati Uniti; in quest'ultima nazione, il pezzo venne bandito da alcune radio. Registrato da ben 54 artisti, il brano è stato scritto da Steven Van Zandt e attribuito a "Little Steven & the Disceples of Soul" ed è accreditato agli "Artists United Against Apartheid"; il risultato furono 303 nastri da mixare.

## Il brano
Steven Van Zandt era interessato a scrivere una canzone che parlasse della città di Sun City in Sud Africa, definita nel periodo dell'apartheid il "casinò dei bianchi", per creare un parallelismo con la condizione dei Nativi Americani negli Stati Uniti. Danny Schechter, all'epoca giornalista di ABC News, suggerì che la canzone dovesse essere qualcosa di diverso rispetto a We Are the World, o come spiegato da Schechter stesso: "un brano sul cambiamento non sulla carità, sulla libertà e non sulla fame".
Mentre Van Zandt stava componendo il brano, Schechter suggerì anche di includere nel testo i nomi degli artisti che erano andati ad esibirsi a Sun City nonostante il boicottaggio culturale indetto dalle Nazioni Unite a causa dell'apartheid. Riferimenti specifici a chi si era esibito a Sun City (Linda Ronstadt, Elton John, Queen, e altri) apparvero nel nastro demo ma furono tolti dalla versione finale della canzone.
Dal punto di vista musicale, la traccia combina elementi di hip-hop (che all'epoca stava iniziando a guadagnare popolarità presso il pubblico mainstream), R&B, e hard rock. Nel ritornello principale il coro degli artisti canta: «I, I, I, I, I, I... ain't gonna play Sun City!» ("Io, io, io, io, io, io... non andrò a suonare a Sun City!").
Quando Van Zandt ebbe quasi terminato di scrivere Sun City, lui, Baker e Schechter trascorsero i mesi seguenti a reclutare artisti che partecipassero all'incisione del pezzo. Inizialmente, Van Zandt non volle chiedere a Bruce Springsteen di partecipare, non volendo far leva sull'amicizia con lui, ma Schechter non ebbe problemi a invitarlo; e Springsteen accettò la proposta. Inoltre, Van Zandt si fece problemi anche a chiedere la partecipazione alla leggenda jazz Miles Davis, anch'esso contattato da Schechter; e con minima persuasione, anche Davis accettò. Alla fine, Van Zandt, Baker e Schechter riuscirono a convincere parecchi artisti, inclusi Kool DJ Herc, Grandmaster Melle Mel, The Fat Boys, Rubén Blades, Bob Dylan, Herbie Hancock, Ringo Starr e il figlio Zak Starkey, Lou Reed, Run DMC, Peter Gabriel, David Ruffin, Eddie Kendricks, Darlene Love, Bobby Womack, Afrika Bambaataa, Kurtis Blow, Jackson Browne e Daryl Hannah (all'epoca fidanzati), U2, George Clinton, Keith Richards, Ronnie Wood, Peter Wolf, Bonnie Raitt, Hall & Oates, Jimmy Cliff, Big Youth, Michael Monroe, Peter Garrett, Ron Carter, Ray Barretto, Gil Scott-Heron, Kashif, Nona Hendryx, Pete Townshend, Pat Benatar, Clarence Clemons, Stiv Bators e Joey Ramone.
Fu anche prodotto un videoclip diretto da Jonathan Demme.

## Tracce singolo

### 7"
Manhattan Records – MT 7
1. Sun City – 4:58 (Little Steven & the Disceples of Soul)
2. Not So Far Away (Dub mix) – 5:56

### 12"
Manhattan Records – V-56013
1. Sun City (Last Remix) – 9:37 (Little Steven & the Disceples of Soul)
2. Not So Far Away (Dub mix) – 12:30

## Featuring
Il super-gruppo "Artist United Against Apartheid" è formato dai seguenti artisti:
- Afrika Bambaataa
- Big Youth
- Bob Dylan
- Bob Geldof
- Bobby Womack
- Bonnie Raitt
- Bono
- Bruce Springsteen
- Clarence Clemons
- Darlene Love
- Daryl Hall
- David Ruffin Jr
- Duke Bootee
- Eddie Kendricks
- Fat Boys
- George Clinton
- Gil Scott-Heron
- Grandmaster Melle Mel
- Herbie Hancock
- Jackson Browne
- Jimmy Cliff
- Joey Ramone
- John Oates
- Kashif
- Kurtis Blow
- Linton Kwesi Johnson
- Little Steven
- Lou Reed
- Malopoets
- Michael Monroe
- Miles Davis
- Nona Hendryx
- Pat Benatar
- Pete Townshend
- Peter Gabriel
- Peter Garrett
- Peter Wolf
- Ray Barretto
- Ringo Starr
- Ron Carter
- Rubén Blades
- Run-DMC
- Scorpio
- Lakshminarayana Shankar
- Sonny Okosun
- Stanley Jordan
- Stiv Bators
- Tina B
- Tony Williams
- Via Afrika
- Will Downing
- Zak Starkey[6]